# ويليام كلارك (سياسي أمريكي، مواليد 1774)
ويليام كلارك (بالإنجليزية: William Clark)‏ هو قاضي ومحامي وسياسي أمريكي، ولد في 18 فبراير 1774 في داوفين في الولايات المتحدة، وتوفي في 28 مارس 1851. نشط حزبياً في مناهضة الماسونية. وقد انتخب أمين صندوق الدولة ‏ وانتخب Treasurer of the United States ‏ وانتخب عضو مجلس النواب الأمريكي.